# Ủy ban Thường vụ Tư tưởng Đoàn Chủ tịch Ban Chấp hành Trung ương Đảng Cộng sản Liên Xô
Ủy ban Thường vụ Tư tưởng Đoàn Chủ tịch Ban Chấp hành Trung ương Đảng Cộng sản Liên Xô (tiếng Nga: Постоянная комиссия по идеологическим вопросам при Президиуме ЦК КПСС) là một trong ba Ủy ban thường vụ của Đoàn Chủ tịch Trung ương Đảng Cộng sản Liên Xô.
Ủy ban được thành lập vào ngày 18/10/1952, tại cuộc họp Đoàn chủ tịch Trung ương Đảng, Ủy ban Thường vụ Quốc phòng Đoàn Chủ tịch Trung ương Đảng được thành lập dựa trên sự phân tách của Ủy ban Thường vụ Đối ngoại Đoàn Chủ tịch Trung ương Đảng.
Ủy ban chịu trách nhiệm là cơ quan kiểm soát các vấn đề tư tưởng trong thời gian Đoàn Chủ tịch không tổ chức phiên họp. Ủy ban gồm Chủ tịch, ủy viên. Thành viên của Ủy ban được Đoàn Chủ tịch Trung ương Đảng bổ nhiệm và miễn nhiệm, các thành viên của Ủy ban thường là Ủy viên Trung ương Đảng.
Chủ tịch Ủy ban là ủy viên Đoàn Chủ tịch chịu trách nhiệm báo cáo với Đoàn Chủ tịch Trung ương Đảng và trực tiếp cho Iosif Stalin. Định kỳ Ủy ban một tháng tổ chức 2 - 3 phiên họp, và có thể triệu tập phiên họp bất thường nếu thấy cần thiết.
Sau khi Stalin qua đời, ngày 5/3/1953, cơ chế Ủy ban Thường vụ bị bãi bỏ, Ủy ban bị bãi bỏ ngày 21/3/1953.

## Thành viên
| Chức vụ  | Tên                            | Nhiệm kỳ              | Chức vụ khác                                                                                            | Ghi chú khác       |
| -------- | ------------------------------ | --------------------- | --- | ------------------ |
| Chủ tịch | Dmitri Shepilov (1905-1995)    | 18/10/1952-18/11/1952 | Ủy viên Trung ương Đảng Tổng biên tập báo Pravda                                                        |                    |
| Chủ tịch | Aleksey Rumyantsev (1905-1995) | 18/11/2952-21/3/1953  | Ủy viên Trung ương Đảng Trưởng ban Ban Kinh tế, Sử học và Học viện Trung ương Đảng                      |                    |
| Ủy viên  | Aleksey Rumyantsev (1905-1995) | 18/10/1952-18/11/1952 | Ủy viên Trung ương Đảng Trưởng ban Ban Kinh tế, Sử học và Học viện Trung ương Đảng                      | trở thành Chủ tịch |
| Ủy viên  | Mikhail Suslov (1902-1982)     | 18/10/1952-21/3/1953  | Ủy viên Trung ương Đảng                                                                                 |                    |
| Ủy viên  | Dmitry Chesnokov (1910-1973)   | 18/10/1952-21/3/1953  | Ủy viên Đoàn Chủ tịch Trung ương Đảng Trưởng ban Ban Triết học, Luật học và Học viện Trung ương Đảng    |                    |
| Ủy viên  | Dmitri Shepilov (1905-1995)    | 18/11/2952-21/3/1953  | Ủy viên Trung ương Đảng Tổng biên tập báo Pravda                                                        |                    |
| Ủy viên  | Pavel Yudin (1905-1995)        | 18/10/1952-21/3/1953  | Ủy viên dự khuyết Đoàn Chủ tịch Trung ương Đảng Tổng biên tập báo Hòa bình bền vững và Dân chủ Nhân dân |                    |